# Bootleg: Live 1988-1993
Bootleg: Live 1988-1993 är en digitalt utgiven EP av Peter LeMarc, från 2020. 
Skivan består av sex live-upptagningar, inspelade mellan 1988 och 1993. Den släpptes i digital form på de flesta tillgängliga strömningstjänster.

## Låtlista
1. Sång för april (Live 1988)
2. (Jag ska) gå hel ur det här (Live 1990)
3. Vänta dej mirakel! (Live 1990)
4. Hur hjärtat jämt gör som det vill (Live 1990)
5. Håll om mej! (Live 1990)
6. Ända till september (Live 1993)

## Medverkande musiker
- Werner Modiggård - Trummor
- Tony Thorén - Bas
- Thomas Opava - Slagverk
- Claes von Heijne - Klaviatur
- Torbjörn Hedberg - Klaviatur
- Jonas Isacsson - Gitarr
- Per Sirén - Gitarr
- Stephan Forkelid - Klaviatur
- Mats Schubert - Klaviatur
- Sara Edin - Fiol

### Fotnoter
1. ↑  ”Peter LeMarc - Facebook”. Facebook. https://www.facebook.com/lemarcare. Läst 20 december 2020.
2. ↑  ”Peter Fransson - Facebook”. Facebook. https://www.facebook.com/peter.fransson.182. Läst 20 december 2020.